# Epicerchysius xanthipes
Epicerchysius xanthipes är en stekelart som beskrevs av Girault 1915. Epicerchysius xanthipes ingår i släktet Epicerchysius och familjen sköldlussteklar. Inga underarter finns listade i Catalogue of Life.